# PSL Research University
PSL Research University (PSL) ligger i den franske by Paris og regnes for at være blandt verdens førende tekniske universiteter[kilde mangler].
PSL vægter især uddannelse indenfor naturvidenskab (ingeniøruddannelser) samt forskning på internationalt topplan.